# Lucenzo
Luís Filipe Oliveira, más conocido como Lucenzo (Burdeos, Francia; 27 de mayo de 1983) es un cantante y compositor franco-portugués. Comenzó a tocar el piano a la edad de 6 años, y a cantar a los 11 o 12, teniendo así una infancia musical. Lucenzo se encuentra ligado al sello Universal Music. Se hizo conocido por su canción «Vem dançar kuduro» con Big Ali, que luego sería un hit mundial en la adaptación al español junto al cantante puertorriqueño de reguetón Don Omar bajo el título "Danza Kuduro".

## Carrera
Filipe lanzó su primer sencillo en 2001, una canción en francés/multilingüe de reggae/reguetón titulada "Emigrante del mundo". Firmado por Scorpio Music, la canción se convirtió en un éxito en Francia y en decenas de estaciones de radio incluyendo Fun Radio. Alcanzó el #1 en "Radio Latina" y se quedó en el Top 5 en la estación durante 42 semanas. Fue seguido en 2009 por "Dame Reggaeton", que se convirtió en #1 en la radio latina por ahora.
Pero su primer éxito internacionalmente reconocido fue con su sencillo bilingüe Inglés/Portugués "Vem dançar kuduro" en colaboración con Big Ali que fue un gran éxito en Europa, siendo el kuduro originalmente un tipo de música angoleña muy popular en Portugal. El sencillo alcanzó el puesto #2 en el Top 50 de la lista francesa (basado únicamente en las ventas reales de los sencillos) y #1 en el Club 40 charts francés (basado en hechos reales de 80 discotecas en Francia). También fue un Top 40 en Suiza, alcanzando el puesto #31.
Existe una versión en español del tema interpretado por el cantante puertorriqueño de reguetón Don Omar y Lucenzo y lanzado el 15 de agosto de 2010 titulado "Danza Kuduro". El video musical fue lanzado el 17 de agosto de 2010. También apareció en el álbum de compilación de Don Omar "Meet the Orphans". Esta versión es el mayor éxito de Lucenzo a nivel mundial. Dicha canción cuenta con más de 1188 millones de reproducciones en Youtube a 1 de mayo de 2021.
En 2011, Lucenzo lanzó su álbum titulado Emigrante del mundo en referencia a su primer sencillo con el cual se le hizo conocido.
En 2012, lanzó el título Wine It Up con Sean Paul.
A fines de julio de 2015, Lucenzo comienza a promocionar su nuevo sencillo en Portugal. Está invitado a varios televisores (SIC, RTP, TVi). Da entrevistas donde explica que quería reservar el estreno de su nueva obra en Portugal antes de presentarla internacionalmente en español.

## Discografía

### Álbumes de estudio
| Título              | Detalles del Álbum                                                                        | Posiciones | Posiciones | Posiciones | Posiciones | Posiciones |
| Título              | Detalles del Álbum                                                                        | FRA        | AUT        | GER        | POR        | SWI        |
| ------------------- | ----------------------------------------------------------------------------------------- | ---------- | ---------- | ---------- | ---------- | ---------- |
| Emigrante del Mundo | - Released: 30 de septiembre de 2011 - Label: Yanis, B1M1 - Formats: CD, digital download | 8          | 60         | 65         | 24         | 15         |

## Sencillos
- Emigrante del mundo (2008)
- Dame reggaeton (2009)
- Vem dançar kuduro con Big Ali (2010)
- Danza Kuduro con Don Omar (2010)
- Danza Kuduro (Remix) con Don Omar, Daddy Yankee, Akon,Pitbull (2011)
- Wine It Up, Sean Paul (2012)
- Obsessión (2013)
- Vida Loca (2015)
- No Me Ama (2020)
- Baila Morena con Belyns (2011)
- Bailando el Dembow (2011)

| Año  | Canción                                     | Posiciones | Posiciones | Posiciones | Posiciones | Posiciones | Posiciones   | Posiciones    | Posiciones   | Posiciones | Posiciones | Álbum               |
| Año  | Canción                                     | EUR        | FRA        | SWI        | US         | US Latin   | US Latin RHY | US Latin TROP | US Latin POP | VEN        | VEN Latin  | Álbum               |
| ---- | ------------------------------------------- | ---------- | ---------- | ---------- | ---------- | ---------- | ------------ | ------------- | ------------ | ---------- | ---------- | ------------------- |
| 2008 | "Emigrante del mundo"                       | -          | -          | -          | -          | -          | -            | -             | -            | -          | -          | Single-only release |
| 2009 | "Dame reggaeton"                            | -          | -          | -          | -          | -          | -            | -             | -            | -          | -          | Single-only release |
| 2010 | "Vem dançar kuduro" (featuring Big Ali)     | 10         | 2          | 31         | -          | -          | -            | -             | -            | -          | -          | Single-only release |
| 2010 | "Danza Kuduro" (Don Omar featuring Lucenzo) | -          | -          | 5          | 103        | 1          | 1            | 1             | 1            | 2          | 1          | Meet the Orphans    |

## Premios

### 2011
Latin Billboard
- Latin Rhythm Airplay por Danza Kuduro 28 Forever(: )